# Aldo Silva
Aldo Silva Alfonso (Montevideo, 24 de abril de 1966) es un periodista, personalidad de radio y presentador de informativos uruguayo. Desde 2004, es conductor de la edición central del noticiero de Teledoce, Telemundo.

## Biografía
Estudió en la Escuela y Liceo Elbio Fernández.
Es periodista y presentador del noticiero central Telemundo 12 de Teledoce y del Informativo Sarandí. 
En febrero de 2017, participó del programa Sonríe de Canal 12.
Aldo Silva fue galardonado con el Premio Legión del Libro otorgado por la Cámara Uruguaya del Libro.

## Trayectoria

### Televisión
- Telemundo Edición Central
- 2013, Protagonistas
- Código país

### Radio
- Informativo Sarandí

## Premios y nominaciones
| Año  | Premios      | Categoría                               |                            | Resultado | Ref.     |
| ---- | ------------ | --------------------------------------- | -------------------------- | --------- | -------- |
| 2010 | Premios Iris | Conducción en TV                        | Telemundo 12               | Nominado  | [5][6]   |
| 2011 | Premios Iris | Conducción en TV                        | Telemundo 12               | Nominado  | [7][8]   |
| 2012 | Premios Iris | Conducción en TV                        | Telemundo 12               | Nominado  | [9][10]  |
| 2013 | Premios Iris | Conducción en TV                        | Telemundo 12               | Nominado  | [11][12] |
| 2014 | Premios Iris | Conducción en TV                        | Telemundo 12               | Nominado  | [13][14] |
| 2016 | Premios Iris | Conductor de noticiero y/o periodístico | Telemundo 12 / Código País | Nominado  | [15][16] |
| 2017 | Premios Iris | Conductor de noticiero                  | Telemundo 12               | Nominado  | [17][18] |